# 500 миль Індіанаполіса 1950
500 миль Індіанаполіса 1950 (офіційно — 34th International 500-Mile Sweepstakes) — автоперегони чемпіонату світу з Формули-1, які відбулися 30 травня 1950 року. Гонка була проведена на Індіанаполіс Мотор Спідвей в Індіанаполісі (Індіана, США). Це третій етап чемпіонату світу і тридцять четверті 500 миль Індіанаполіса.  
Гонку було заплановано на 200 кіл (500 миль), проте її зупинили після 138 кіл (345 миль) через дощ.
У гонці брали участь лише американські пілоти. Італієць Джузеппе Фаріна був у заявці, проте його болід не був доставлений.
Переможцем гонки став Джонні Парсонс (Kurtis Kraft-Offenhauser). Друге місце посів Білл Голланд (Deidt-Offenhauser), а третє — Морі Роуз (Deidt-Offenhauser).
Чинним переможцем гонки був Білл Голланд.

## Положення у чемпіонаті перед гонкою
| Особистий залік | Особистий залік     | Особистий залік |
| Місце           | Пілот               | Очки            |
| --------------- | ------------------- | --------------- |
| 1               | Джузеппе Фаріна     | 9               |
| 2               | Хуан-Мануель Фанхіо | 9               |
| 3               | Луїджі Фаджолі      | 6               |
| 4               | Альберто Аскарі     | 6               |
| 5               | Редж Пернелл        | 4               |
| Джерело:        |                     |                 |

## Кваліфікація
| Місце | №  | Пілот             | Конструктор              | Час     | Проміжок |
| ----- | -- | ----------------- | ------------------------ | ------- | -------- |
| 1     | 98 | Волт Фолкнер      | Кертіс Крафт-Оффенхаузер | 4:27.97 | –        |
| 2     | 28 | Фред Агабаш'ян    | Кертіс Крафт-Оффенхаузер | 4:31.10 | + 3.13   |
| 3     | 31 | Морі Роуз         | Deidt-Оффенхаузер        | 4:32.07 | + 4.10   |
| 4     | 5  | Джордж Коннор     | Lesovsky-Оффенхаузер     | 4:32.39 | + 4.42   |
| 5     | 1  | Джонні Парсонс    | Кертіс Крафт-Оффенхаузер | 4:32.43 | + 4.46   |
| 6     | 49 | Джек Макгрет      | Кертіс Крафт-Оффенхаузер | 4:33.00 | + 5.03   |
| 7     | 69 | Дюк Дінсмор       | Кертіс Крафт-Оффенхаузер | 4:34.67 | + 6.70   |
| 8     | 14 | Тоні Беттенхаузен | Deidt-Оффенхаузер        | 4:34.92 | + 6.95   |
| 9     | 17 | Джої Чітвуд       | Кертіс Крафт-Оффенхаузер | 4:35.32 | + 7.35   |
| 10    | 3  | Білл Голланд      | Deidt-Оффенхаузер        | 4:35.90 | + 7.93   |
| 11    | 59 | Пет Флаерті       | Кертіс Крафт-Оффенхаузер | 4:37.76 | + 9.79   |
| 12    | 54 | Сесіл Грін        | Кертіс Крафт-Оффенхаузер | 4:30.86 | + 2.89   |
| 13    | 18 | Двейн Картер      | Стівенс-Оффенхаузер      | 4:33.42 | + 5.45   |
| 14    | 21 | Спайдер Вебб      | Мазераті-Оффенхаузер     | 4:37.46 | + 9.49   |
| 15    | 81 | Джеррі Гойт       | Кертіс Крафт-Оффенхаузер | 4:37.95 | + 9.98   |
| 16    | 2  | Мирон Фор         | Марчезе-Оффенхаузер      | 4:33.32 | + 5.35   |
| 17    | 24 | Бейліс Левретт    | Адамс-Оффенхаузер        | 4:34.43 | + 6.46   |
| 18    | 45 | Дік Ратман        | Вотсон-Оффенхаузер       | 4:34.96 | + 6.99   |
| 19    | 7  | Пол Руссо         | Nichels-Оффенхаузер      | 4:35.25 | + 7.28   |
| 20    | 4  | Волт Браун        | Kurtis Kraft-Оффенхаузер | 4:35.96 | + 7.99   |
| 21    | 12 | Генрі Бенкс       | Мазераті-Оффенхаузер     | 4:37.68 | + 9.71   |
| 22    | 67 | Білл Шиндлер      | Сноубергер-Оффенхаузер   | 4:31.31 | + 3.34   |
| 23    | 8  | Лі Воллард        | Мур-Оффенхаузер          | 4:31.83 | + 3.86   |
| 24    | 55 | Трой Ратман       | Lesovsky-Оффенхаузер     | 4:32.91 | + 4.94   |
| 25    | 23 | Сем Генкс         | Кертіс Крафт-Оффенхаузер | 4:33.57 | + 5.60   |
| 26    | 15 | Мак Хеллінгс      | Кертіс Крафт-Оффенхаузер | 4:35.32 | + 7.35   |
| 27    | 22 | Джиммі Девіс      | Юінг-Оффенхаузер         | 4:36.07 | + 8.10   |
| 28    | 76 | Джим Ратманн      | Веттерот-Оффенхаузер     | 4:37.01 | + 9.04   |
| 29    | 27 | Волт Ейдер        | Рей-Оффенхаузер          | 4:37.05 | + 9.08   |
| 30    | 77 | Джекі Голмс       | Olson-Оффенхаузер        | 4:37.57 | + 9.60   |
| 31    | 75 | Джин Хартлі       | Ленглі-Оффенхаузер       | 4:38.61 | + 10.64  |
| 32    | 61 | Джиммі Джексон    | Кертіс Крафт-Cummins     | 4:38.62 | + 10.65  |
| 33    | 62 | Джонні Макдавелл  | Кертіс Крафт-Оффенхаузер | 4:37.58 | + 9.61   |

## Гонка
| Місце    | Старт | №  | Пілот                            | Конструктор              | Кола | Кіл попереду | Час/причина сходу  | Очки |
| -------- | ----- | -- | -------------------------------- | ------------------------ | ---- | ------------ | ------------------ | ---- |
| 1        | 5     | 1  | Джонні Парсонс                   | Кертіс Крафт-Оффенхаузер | 138  | 115          | 2:46:55.97         | 9    |
| 2        | 10    | 3  | Білл Голланд                     | Deidt-Оффенхаузер        | 137  | 8            | + 1 коло           | 6    |
| 3        | 3     | 31 | Морі Роуз                        | Deidt-Оффенхаузер        | 137  | 15           | + 1 коло           | 4    |
| 4        | 12    | 54 | Сесіл Грін                       | Кертіс Крафт-Оффенхаузер | 137  | 0            | + 1 коло           | 3    |
| 5        | 9     | 17 | Джої Чітвуд ( Тоні Беттенхаузен) | Кертіс Крафт-Оффенхаузер | 136  | 0            | + 2 кола           | 1 1  |
| 6        | 23    | 8  | Лі Воллард                       | Мур-Оффенхаузер          | 136  | 0            | + 2 кола           |      |
| 7        | 1     | 98 | Волт Фолкнер                     | Кертіс Крафт-Оффенхаузер | 135  | 0            | + 3 кола           |      |
| 8        | 4     | 5  | Джордж Коннор                    | Lesovsky-Оффенхаузер     | 135  | 0            | + 3 кола           |      |
| 9        | 19    | 7  | Пол Руссо                        | Nichels-Оффенхаузер      | 135  | 0            | + 3 кола           |      |
| 10       | 11    | 59 | Пет Флаерті                      | Кертіс Крафт-Оффенхаузер | 135  | 0            | + 3 кола           |      |
| 11       | 16    | 2  | Мирон Фор                        | Марчезе-Оффенхаузер      | 133  | 0            | + 5 кіл            |      |
| 12       | 13    | 18 | Двейн Картер                     | Стівенс-Оффенхаузер      | 133  | 0            | + 5 кіл            |      |
| 13       | 26    | 15 | Мак Хеллінгс                     | Кертіс Крафт-Оффенхаузер | 132  | 0            | + 6 кіл            |      |
| 14       | 6     | 49 | Джек Макгрет                     | Кертіс Крафт-Оффенхаузер | 131  | 0            | Аварія             |      |
| 15       | 24    | 55 | Трой Ратман                      | Lesovsky-Оффенхаузер     | 130  | 0            | + 8 кіл            |      |
| 16       | 31    | 75 | Джин Хартлі                      | Ленглі-Оффенхаузер       | 128  | 0            | + 10 кіл           |      |
| 17       | 27    | 22 | Джиммі Девіс                     | Юінг-Оффенхаузер         | 128  | 0            | + 10 кіл           |      |
| 18       | 33    | 62 | Джонні Макдавелл                 | Кертіс Крафт-Оффенхаузер | 128  | 0            | + 10 кіл           |      |
| 19       | 20    | 4  | Волт Браун                       | Кертіс Крафт-Оффенхаузер | 127  | 0            | + 11 кіл           |      |
| 20       | 14    | 21 | Спайдер Вебб                     | Мазераті-Оффенхаузер     | 126  | 0            | + 12 кіл           |      |
| 21       | 15    | 81 | Джеррі Гойт                      | Кертіс Крафт-Оффенхаузер | 125  | 0            | + 13 кіл           |      |
| 22       | 29    | 27 | Волт Ейдер                       | Рей-Оффенхаузер          | 123  | 0            | + 15 кіл           |      |
| 23       | 30    | 77 | Джекі Голмс                      | Olson-Оффенхаузер        | 123  | 0            | Аварія             |      |
| 24       | 28    | 76 | Джим Ратманн                     | Веттерот-Оффенхаузер     | 122  | 0            | + 16 кіл           |      |
| 25       | 21    | 12 | Генрі Бенкс ( Фред Агабаш'ян)    | Мазераті-Оффенхаузер     | 112  | 0            | Нестача масла      |      |
| 26       | 22    | 67 | Білл Шиндлер                     | Сноубергер-Оффенхаузер   | 111  | 0            | Коробка передач    |      |
| 27       | 17    | 24 | Бейліс Левретт ( Білл Кентрелл)  | Адамс-Оффенхаузер        | 108  | 0            | Тиск масла         |      |
| 28       | 2     | 28 | Фред Агабаш'ян                   | Кертіс Крафт-Оффенхаузер | 64   | 0            | Витік масла        |      |
| 29       | 32    | 61 | Джиммі Джексон                   | Кертіс Крафт-Cummins     | 52   | 0            | Компресор          |      |
| 30       | 25    | 23 | Сем Генкс                        | Кертіс Крафт-Оффенхаузер | 42   | 0            | Тиск масла         |      |
| 31       | 8     | 14 | Тоні Беттенхаузен                | Deidt-Оффенхаузер        | 30   | 0            | Колісний підшипник |      |
| 32       | 18    | 45 | Дік Ратман                       | Вотсон-Оффенхаузер       | 25   | 0            | Болід заглох       |      |
| 33       | 7     | 69 | Дюк Дінсмор                      | Кертіс Крафт-Оффенхаузер | 10   | 0            | Витік масла        |      |
| Джерело: |       |    |                                  |                          |      |              |                    |      |

Джої Чітвуд та Тоні Беттенхаузен керували одним болідом по черзі.

## Положення у чемпіонаті після гонки
| Особистий залік | Особистий залік | Особистий залік |
| Місце           | Пілот           | Очки            |
| --------------- | --------------- | --------------- |
| 1               | Джузеппе Фаріна | 9               |
| 2               | Луїджі Фаджолі  | 6               |
| 3               | Джонні Парсонс  | 9               |
| 4               | Луїджі Фаджолі  | 6               |
| 5               | Альберто Аскарі | 6               |
| Джерело:        |                 |                 |